# Tammy
Tammy（タミー、1975年12月31日 - ）は大阪出身の女性シンガーソングライター。

## プロフィール
- 魂を唄い続けるシンガーソングライター”Tammy”
- 時に激しく、時に優しく、ギター片手に歌い上げる姿はライブやCDにおいて孤高の世界観を表現し、往年の女性アメリカンロックアーティストを彷彿とさせる。類まれな特徴を持つハスキーボイスはオリジナル楽曲はもちろんのこと、カヴァー楽曲においても非常な説得力を発揮し、ブルージーでロック、かつポップな音楽を紡ぎだす。過去には山下達郎のSPARKLE､鈴木聖美のTAXI、BEATLESのカヴァーアルバム（ポールマッカートニー東京ドーム公演にて会場音楽として流れる）など、名曲を独特の世界観でカヴァーし､話題を呼ぶ。 大阪生まれ、大阪育ち、大阪在住、3人の子を持つシングルマザー

## ディスコグラフィ
- 2000.2 : BYE ( 1st maxi single ) - TAMAMI -
- 2000.9 : さかな ( 2nd maxi single ) - TAMAMI -
- 2003.9 : himawari ( 1st mini album ) - Tammy -
  - 収録曲のSPARKLEが山下達郎氏の番組「サンデーソングブック」で オンエアされる。
  -  http://www.tammyyanen.com/other/tatsuro_ssb.mp3
- 2005.6 : ギターとラブレター ( 2nd mini album ) - Tammy -  Produced by 大橋トリオ
- 2006.6 : Gypsy ( 3rd mini album ) - Tammy -
  - タイトル曲が iTunesフリーダウンロードになった結果、1st『himawari』, 2nd『ギターとラブレター』がロックアルバムチャート4位と、7位を獲得。
- 2007.1 : 恩学 ( album ) - Tammy＆ハリケーン☆マッシュ -
  - Tammy web siteとライブ会場のみ販売。
- 2009.8 : Recipe Of BEETLES - カブトムシのレシピ - ( Beatles cover album ) - Mammytone - 
  - M-3 For no oneが、有線洋楽チャート1位を獲得。
- 2010.11 : 虹 ( 4th album ) - Tammy -
  - Amazon mp3 アルバムチャートで1位を獲得。
- 2010.12 : TAXI ( Re-cut single ) - Tammy -
  - ファッションTV 2010 WINTER レコメンドCDに決定。
- 2013.6 : 恩学2 ( 2nd album ) - Tammy＆ハリケーン☆マッシュ -
- 2016.6 : Tammy ( 2枚組 Best album ) - Tammy -
- 2018.9 : 恩学3 ( 3rd album ) - Tammy＆ハリケーン☆マッシュ -
- 2019.5 : How high the moon - tribute to Ella Fitzgerald - (配信限定シングル)- Tammy -
- 2019.10 : Good Times Roll - Blues Project -（TammyがVocalとして参加）
- 2020.11 : Baton ( 20th anniversary album ) - Tammy -
- 2025.9 : Naked( 25th anniversary album ) - Tammy -